# Iivo Niskanen
Iivo Henrik Niskanen (* 12. Januar 1992 in Oulu) ist ein finnischer Skilangläufer. Seine bisher größten Erfolge sind die Olympiasiege 2014 im Teamsprint,
2018 über 50 Kilometer und 2022 über 15 km klassisch.

## Werdegang
Niskanen trat bei den Juniorenweltmeisterschaften 2010 in Hinterzarten erstmals in Erscheinung. Über 10 km klassisch erreichte er den siebten Platz. In der Saison 2010/11 nahm er am Scandinavian-Cup teil, wo er aber nur Platzierungen im Mittelfeld erreichte. Trotzdem bekam er am Ende der Saison sein Weltcupdebüt in Lahti. Das 20-km-Skiathlonrennen musste er aber vorzeitig beenden, da er überrundet wurde. Einen Tag später belegte er den 66. Platz im Sprint. Bei den Juniorenweltmeisterschaften 2011 in Otepää holte er Bronze mit der Staffel.
In der Saison 2011/12 nahm er an einigen Rennen des Scandinavian Cups und Juniorenrennen teil. Bei den Juniorenweltmeisterschaften 2012 in Erzurum wurde er Vierter über 10 km klassisch. Niskanen nahm an den finnischen Juniorenmeisterschaften teil und gewann zweimal Gold und einmal Silber. Zum Saisonbeginn 2012/13 war der 40. Platz über 15 km seine beste Platzierung. Es folgten Teilnahmen am Scandinavian Cup und nationale Meisterschaften. Bei den finnischen Juniorenmeisterschaften 2013 gewann er zweimal Gold.
In der Saison 2013/14 trat Niskanen zunächst beim Scandinavian Cup an. Im Januar 2014 gewann er Silber im Sprint bei den finnischen Skilanglaufmeisterschaften. Ende Januar holte er Gold über 15 km klassisch bei den U23-Weltmeisterschaften im Val di Fiemme. Er durfte dann Anfang Februar wieder am Weltcup teilnehmen und erreichte in Toblach über 15 km klassisch den achten Platz und damit erstmals Weltcuppunkte. Durch diese guten Ergebnisse wurde er für das finnische Olympiateam nominiert. Bei den Olympischen Spielen 2014 in Sotschi belegte er den vierten Platz über 15 km klassisch und verpasste um 0,2 Sekunden eine Medaille. Beim Teamsprint gewann er Gold zusammen mit Sami Jauhojärvi. Zum Auftakt der Saison 2014/15 in Ruka holte er über 15 km klassisch seinen ersten Weltcupsieg. Es folgten Platzierungen im Mittelfeld. Die Tour de Ski 2015 beendete er vorzeitig. Bei den Weltmeisterschaften 2015 in Falun kam er auf den 26. Platz im Skiathlon und den achten Rang mit der Staffel. In der U23-Wertung erreichte er den vierten Platz. Zu Beginn der Saison 2015/16 errang er den 27. Platz bei der Nordic Opening in Ruka. Seine beste Saisonplatzierung im Weltcup war der 12. Platz im 50-km-Massenstartrennen in Oslo. Anfang April 2016 wurde er bei den finnischen Meisterschaften in Taivalvaara über 7,5 km klassisch und im Verfolgungsrennen jeweils Zweiter. Eine Woche später wurde er in Ruka finnischer Meister über 50 km.
Beim ersten Weltcup der Saison 2016/17 in Ruka holte Niskanen über 15 km klassisch seinen zweiten Weltcupsieg. Es folgte der zehnte Platz bei der Weltcup Minitour in Lillehammer. Im Januar 2017 gewann er in Lahti über 15 km klassisch sein erstes Rennen im Scandinavian Cup. Im folgenden Monat wurde er beim Weltcup in Otepää Zweiter über 15 km klassisch. Beim Saisonhöhepunkt, den Weltmeisterschaften 2017 in Lahti, gewann er die Bronzemedaille zusammen mit Sami Jauhojärvi im Teamsprint und die Goldmedaille über 15 km klassisch. Zudem errang er mit der Staffel den fünften Platz. Zum Saisonende belegte er im 50-km-Massenstartrennen in Oslo den zweiten Platz und erreichte den 14. Platz im Gesamtweltcup und den vierten Rang im Distanzweltcup. Zu Beginn der Saison 2017/18 errang er den sechsten Platz beim Ruka Triple. Dabei wurde er Dritter über 15 km klassisch. Es folgten sieben Top-Zehn-Platzierungen, darunter Platz zwei in Lahti über 15 km klassisch und erreichte damit den 15. Platz im Gesamtweltcup und den 13. Rang im Distanzweltcup. Bei den Olympischen Winterspielen 2018 in Pyeongchang gewann er die Goldmedaille über 50 km im klassischen Stil. Im April 2018 wurde er im Taivalvaara finnischer Meister über 50 km klassisch.
Nach Platz sieben beim Lillehammer Triple zu Beginn der Saison 2018/19, siegte Niskanen beim Scandinavian-Cup in Vuokatti und beim Weltcup in Otepää jeweils über 15 km klassisch. Zudem errang er in Lahti den dritten Platz zusammen mit Ristomatti Hakola im Teamsprint und in Cogne den zweiten Platz über 15 km klassisch und erreichte damit den 20. Platz im Gesamtweltcup und den 13. Rang im Distanzweltcup. Beim Saisonhöhepunkt, den Weltmeisterschaften 2019 in Seefeld in Tirol, gewann er als Titelverteidiger über 15 Kilometer in der klassischen Technik die Bronzemedaille hinter dem Norweger Martin Johnsrud Sundby und dem Russen Alexander Bessmertnych, nachdem er vier Tage zuvor im Skiathlon als Vierter noch knapp eine Medaille verpasst hatte. Bei den finnischen Meisterschaften in Äänekoski und Ylitornio triumphierte er über 15 km klassisch, im Verfolgungsrennen über 15 km Freistil und über 50 km Freistil. Zu Beginn der Saison 2019/20 errang er beim Ruka Triple den dritten Platz. Dabei siegte er über 15 km klassisch. Die Tour de Ski 2019/20 beendete er mit drei Top-Zehn-Platzierungen, darunter Platz drei in der Verfolgung in Toblach, auf dem zehnten Platz. Es folgte Platz zwei über 15 km Freistil in Nové Město und in der Verfolgung in Trondheim bei der Skitour 2020, die er auf dem achten Platz beendete. Zum Saisonende siegte er über 15 km klassisch in Lahti und erreichte abschließend den sechsten Platz im Gesamtweltcup und den dritten Rang im Distanzweltcup. In der folgenden Saison kam er mit vier Top-Zehn-Platzierungen, darunter Platz fünf beim Ruka Triple, auf den 23. Platz im Gesamtweltcup. Zudem wurde er in Lahti Zweiter mit der Staffel und jeweils finnischer Meister über 15 km Freistil, 15 km klassisch und 50 km Freistil. Bei den Nordischen Skiweltmeisterschaften 2021 in Oberstdorf belegte er den 18. Platz über 15 km Freistil, den 13. Rang im Skiathlon und jeweils den sechsten Platz im 50-km-Massenstartrennen und mit der Staffel.
Nach Platz eins über 15 km klassisch in Ruka zu Beginn der Saison 2021/22, wurde Niskanen Dritter bei der Tour de Ski 2021/22 und holte bei den Olympischen Winterspielen 2022 in Peking Bronze im Skiathlon, Silber im Teamsprint und Gold über 15 km klassisch. Zum Saisonende siegte er in Lahti über 15 km klassisch und errang in Falun den zweiten Platz mit der Mixed-Staffel. Er gewann damit den Distanzweltcup und belegte im Gesamtweltcup den dritten Platz. Anfang April 2022 wurde er finnischer Meister über 10 km Freistil und 50 km klassisch.

## Erfolge

### Siege bei Weltcuprennen

#### Weltcupsiege im Einzel
| Nr. | Datum             | Ort    | Disziplin                       |
| --- | ----------------- | ------ | ------------------------------- |
| 1.  | 30. November 2014 | Ruka   | 15 km klassisch Individualstart |
| 2.  | 27. November 2016 | Ruka   | 15 km klassisch Individualstart |
| 3.  | 20. Januar 2019   | Otepää | 15 km klassisch Individualstart |
| 4.  | 29. Februar 2020  | Lahti  | 15 km klassisch Individualstart |
| 5.  | 27. November 2021 | Ruka   | 15 km klassisch Individualstart |
| 6.  | 27. Februar 2022  | Lahti  | 15 km klassisch Individualstart |
| 7.  | 29. November 2024 | Ruka   | 10 km klassisch Individualstart |
| 8.  | 15. Februar 2025  | Falun  | 10 km klassisch Individualstart |

#### Etappensiege bei Weltcuprennen
| Nr. | Datum             | Ort         | Disziplin                       | Rennen              |
| --- | ----------------- | ----------- | ------------------------------- | ------------------- |
| 1.  | 30. November 2019 | Ruka        | 15 km klassisch Individualstart | Nordic Opening 2019 |
| 2.  | 29. Dezember 2021 | Lenzerheide | 15 km klassisch Individualstart | Tour de Ski 2021/22 |

### Siege bei Continental-Cup-Rennen
| Nr. | Datum          | Ort      | Disziplin                       | Serie            |
| --- | -------------- | -------- | ------------------------------- | ---------------- |
| 1.  | 8. Januar 2017 | Lahti    | 15 km klassisch Individualstart | Scandinavian Cup |
| 2.  | 5. Januar 2019 | Vuokatti | 15 km klassisch Individualstart | Scandinavian Cup |

## Teilnahmen an Weltmeisterschaften und Olympischen Winterspielen

### Olympische Spiele
| Jahr und Ort     | Wettbewerb | Wettbewerb | Wettbewerb | Wettbewerb | Wettbewerb | Wettbewerb |
| Jahr und Ort     | 15 km      | Skiathlon  | 50 km      | Sprint     | Staffel    | Teamsprint |
| ---------------- | ---------- | ---------- | ---------- | ---------- | ---------- | ---------- |
| 2014 Sotschi     | 4.         | 25.        | 10.        | –          | 6.         | 1.         |
| 2018 Pyeongchang | –          | 19.        | 1.         | 14.        | 4.         | –          |
| 2022 Peking      | 1.         | 3.         | –          | –          | 6.         | 2.         |

### Nordische Skiweltmeisterschaften
| Jahr und Ort    | Wettbewerb | Wettbewerb | Wettbewerb | Wettbewerb | Wettbewerb | Wettbewerb |
| Jahr und Ort    | 15 km      | Skiathlon  | 50 km      | Sprint     | Staffel    | Teamsprint |
| --------------- | ---------- | ---------- | ---------- | ---------- | ---------- | ---------- |
| 2015 Falun      | –          | 26.        | –          | –          | 8.         | –          |
| 2017 Lahti      | 1.         | –          | –          | –          | 5.         | 3.         |
| 2019 Seefeld    | 3.         | 4.         | –          | –          | 4.         | 7.         |
| 2021 Oberstdorf | 18.        | 13.        | 6.         | –          | 6.         | –          |
| 2023 Planica    | –          | 13.        | 6.         | –          | 2.         | –          |

## Platzierungen im Weltcup

### Weltcup-Statistik
Die Tabelle zeigt die erreichten Platzierungen im Einzelnen.
- 1.–3. Platz: Anzahl der Podiumsplatzierungen
- Top 10: Anzahl der Platzierungen unter den ersten zehn
- Punkteränge: Anzahl der Platzierungen innerhalb der Punkteränge
- Starts: Anzahl gelaufener Rennen in der jeweiligen Disziplin
- Hinweis: Bei den Distanzrennen erfolgt die Einordnung gemäß FIS.

| Platzierung               | Distanzrennen a | Distanzrennen a | Distanzrennen a | Distanzrennen a | Distanzrennen a | Skiathlon Verfolgung | Sprint | Etappen- rennen b | Gesamt | Team   | Team    |
| Platzierung               | ≤ 5 km          | ≤ 10 km         | ≤ 15 km         | ≤ 30 km         | > 30 km         | Skiathlon Verfolgung | Sprint | Etappen- rennen b | Gesamt | Sprint | Staffel |
| ------------------------- | --------------- | --------------- | --------------- | --------------- | --------------- | -------------------- | ------ | ----------------- | ------ | ------ | ------- |
| 1. Platz                  |                 | 2               | 8               |                 |                 |                      |        |                   | 10     |        |         |
| 2. Platz                  |                 | 2               | 5               | 4               | 1               | 1                    |        |                   | 13     |        | 2       |
| 3. Platz                  |                 |                 | 1               |                 |                 | 1                    |        | 2                 | 4      | 2      |         |
| Top 10                    |                 | 7               | 25              | 7               | 5               | 11                   | 4      | 8                 | 67     | 2      | 10      |
| Punkteränge               |                 | 16              | 37              | 11              | 9               | 22                   | 18     | 9                 | 122    | 2      | 13      |
| Starts                    | 2               | 21              | 41              | 16              | 10              | 26                   | 34     | 10                | 160    | 3      | 13      |
| Stand: Saisonende 2024/25 |                 |                 |                 |                 |                 |                      |        |                   |        |        |         |

### Weltcup-Gesamtplatzierungen
| Saison  | Gesamt | Gesamt | Distanz | Distanz | Sprint | Sprint |
| Saison  | Punkte | Platz  | Punkte  | Platz   | Punkte | Platz  |
| ------- | ------ | ------ | ------- | ------- | ------ | ------ |
| 2013/14 | 130    | 50.    | 122     | 31.     | 8      | 90.    |
| 2014/15 | 169    | 40.    | 161     | 24.     | 8      | 78.    |
| 2015/16 | 85     | 66.    | 63      | 43.     | 14     | 73.    |
| 2016/17 | 567    | 14.    | 476     | 4.      | 40     | 42.    |
| 2017/18 | 456    | 15.    | 290     | 13.     | 86     | 24.    |
| 2018/19 | 379    | 20.    | 305     | 13.     | 2      | 92.    |
| 2019/20 | 1221   | 6.     | 840     | 3.      | 61     | 31.    |
| 2020/21 | 296    | 23.    | 201     | 19.     | 5      | 84.    |
| 2021/22 | 744    | 3.     | 493     | 1.      | 11     | 73.    |
| 2022/23 | 266    | 63.    | 266     | 33.     | -      | -      |
| 2023/24 | 717    | 29.    | 633     | 15.     | 84     | 55.    |
| 2024/25 | 924    | 16.    | 924     | 7.      | -      | -      |

## Sonstiges
Niskanens Schwester Kerttu ist ebenfalls im Langlauf-Sport aktiv.